# خال (جانورشناسی)

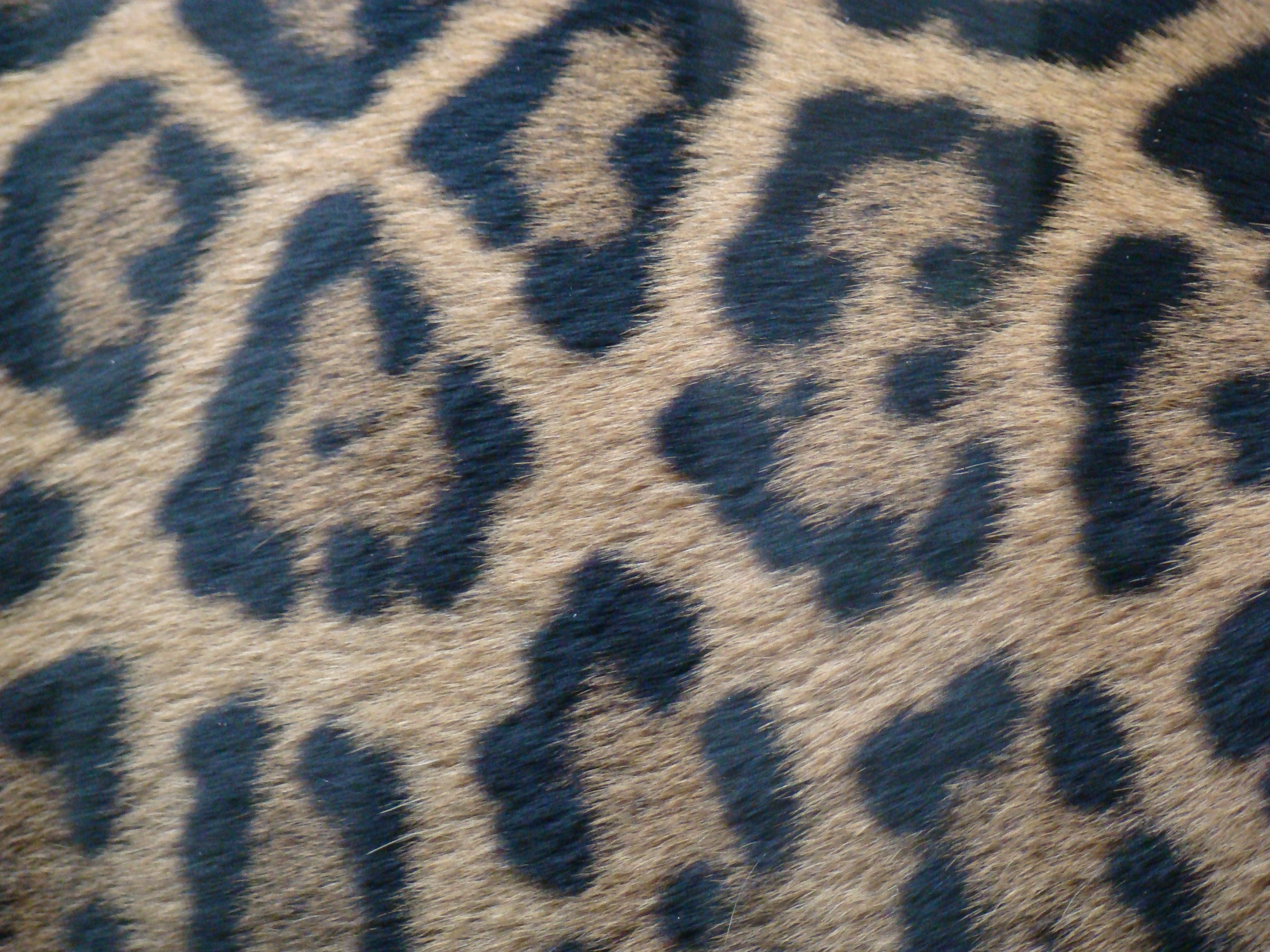
خال‌های پوست بدن یک جگوار

خال در جانورشناسی به الگوهایی بر روی خز یا پوست گفته می‌شود که اغلب شکلی همچون گل رز بر بدن جانور تشکیل می‌دهند. بسیاری از اعضای خانواده گربه‌سانان دارای چنین الگوهایی بر پوست خود هستند و از آن برای استتار به منظور دفاع یا شکار بهره می‌گیرند.

## در میان گربه‌سانان
خال‌های جانوران گوشت‌خوار و مهاجم به آن‌ها کمک می‌کند که در میان محیط‌های سایه‌دار و تاریک پنهان شوند و پس از به اندازه کافی نزدیک شدن به طعمه‌شان، به آن حمله کنند. شکل این خال‌ها گوناگون است و می‌تواند الگوهای متمرکز یا پراکنده داشته باشد.
گربه‌سانان زیر دارای خال بر پوست خود هستند:
- یوزپلنگ
- جگوار
- پلنگ
- پلنگ برفی
- پلنگ راه‌راه آمریکایی
- شیر - اغلب خال‌ها در کودکی بر روی بدن توله‌ها ظاهر می‌شوند و پس از مدتی محو و تاریک می‌گردند؛ با این حال تعدادی از آن‌ها در ناحیه پاها تشخیص‌پذیر می‌مانند.
- شیببر - از ببر به ارث برده است.
- ببشیر - از ببر به ارث برده است.